# Kornelite
La kornelite è un minerale.